# Colorado Caribous
Los Colorado Caribous fueron un equipo de fútbol de Estados Unidos que jugaron en la NASL, la desaparecida primera división nacional.

## Historia
Fue fundado en el año 1978 en la ciudad de Denver, Colorado por Booth Gardner, quien se convertiría en alcalde del estado de Washington, y Jim Guercio, propietario del Caribou Ranch.
El club terminó con marca de 8-22, el peor equipo de la Conferencia Nacional y de la NASL en ese año, por lo que terminaron desapareciendo al equipo y lo mudaron a Atlanta y pasaron a ser los Atlanta Chiefs.

## Temporadas
| Año  | Liga | G | P  | Pts | Temporada Regular                           | Playoffs     | Avg. Asistencia |
| ---- | ---- | - | -- | --- | ------------------------------------------- | ------------ | --------------- |
| 1978 | NASL | 8 | 22 | 81  | 4.º, Conferencia Nacional, División Central | No clasificó | 7418            |

## Uniforme
El club dejó un legado infame, pasó a la historia por usar uno de los uniformes más feos de futbol, tanto así que en 2009 fue elegido como "el uniforme de fútbol más feo de la historia". El uniforme estaba inspirado en una temática del género western con tonos café y bronce con una franja en medio tipo vaquero.
El 1 de abril de 2014 el Colorado Rapids anunció que utilizarían el diseño del club para algunos partidos de local, pero más tarde en un comunicado anunciaron que era una broma por el April Fools luego de haber recibido varias llamadas y correos donde preguntaban cuando pondrián los uniformes en venta.